# Sinemydidae
Sinemydidae es una familia extinta de tortugas que vivieron en Asia y Norteamérica durante el Jurásico superior y el Paleoceno.

## Géneros
- Dracochelys[3]
- Hongkongochelys[3]
- Jeholochelys[3]
- Liaochelys[1][3]
- Manchurochelys[3]
- Ordosemys[3]
- Sinemys[3]
- Wuguia[3]
- Xiaochelys[1][3]
- Yumenemys[3]